# Habenaria welwitschii
Habenaria welwitschii är en orkidéart som beskrevs av Heinrich Gustav Reichenbach. Habenaria welwitschii ingår i släktet Habenaria och familjen orkidéer. Inga underarter finns listade i Catalogue of Life.